# Devon Aoki
Devon Edwenna Aoki é uma modelo e atriz norte-americana de ascendência japonesa e alemã.
O seu pai japonês, Rocky Aoki, um ex-lutador olímpico, é o proprietário da cadeia de restaurante Benihana. A sua mãe, Pamela Hilburger, é uma designer de jóias de ascendência inglesa e alemã.
O seu irmão, Steve Aoki, é um conhecido DJ em Los Angeles, Califórnia e mundialmente conhecido também.
Embora tenha começado como modelo aos 13 anos, foi descoberta aos quatorze anos depois de entrar sem pagar em um show da banda Rancid, começando a desfilar um ano depois.
Posteriormente Devon passou a atuar em alguns filmes, enquanto continuava nas capas de revistas. Desfilou pela Lancôme, Chanel e Versace.

## Filmografia

### Filmes
- Death of a Dynasty (2003) - Picasso
- 2 Fast 2 Furious (2003)- Suki
- D.E.B.S. (2004) - Dominique
- Sin City (2005) - Miho
- Sean Lennon's Friendly Fire a Mermaid (2006)
- DOA: Dead or Alive (2006) - Kasumi
- War (filme) (2007) - Kira Yanagawa
- Mutant Chronicles (2008) - Valerie Duval
- Rosencrantz and Guildenstern Are Undead (2009) - Anna - Jordan Galland

### Documentario
- Jeremy Scott: The People's Designer (2015) - Ela Mesma
- I'll Sleep When I'm Dead (2016 film) (2016) - Ela Mesma
- Double Dutchess: Seeing Double (2017) - Ela Mesma

### Clipes
- 2018: Waste It On Me" - Steve Aoki feat. BTS
- 2016: "M.I.L.F. $" - Fergie
- 2013: "Just Another Girl" - The Killers
- 2006: "Bones" - The Killers
- 2006: "Dead Meat" - Sean Lennon
- 2003: "In Those Jeans" - Ginuwine
- 2003: "Act a Fool" - Ludacris
- 1997: "Kowalski - Primal Scream
- 1997: "Electric Barbarella" - Duran Duran